# Șoim negru mare
Șoimul negru mare (Buteogallus urubitinga) este o pasăre de pradă din familia Accipitridae.

## Taxonomie
Șoimul negru mare a fost descris oficial în 1788 de naturalistul german Johann Friedrich Gmelin în ediția revizuită și extinsă a Systema Naturae a lui Carl Linnaeus. El l-a plasat împreună cu vulturii, șoimii și rudele din genul Falco și a inventat numele binomial Falco urubitinga. Descrierea lui Gmelin s-a bazat în cele din urmă pe cea făcută în 1648 de naturalistul german Georg Marcgrave în lucrarea sa Historia Naturalis Brasiliae. Șoimul negru mare este în prezent una dintre cele nouă specii incluse în genul Buteogallus și a fost introdus în 1830 de naturalistul francez René Lesson.René Lesson. Denumirea genului este un cuvânt telescopat de la Buteo, un gen introdus în 1779 de Bernard Germain de Lacépède și genul Gallus introdus în 1760 de Mathurin Jacques Brisson. Epitetul specific urubitinga provine din limba tupi Urubú tinga , care înseamnă "pasăre mare și neagră” pentru un astfel de răpitor.
Două subspecii sunt recunoascute:
- Buteogallus urubitinga ridgwayi (Gurney, 1884) – Mexic până la vest de Panama
- Buteogallus urubitinga urubitinga (Gmelin, 1788) – de la est de Panama la nord de Argentina

## Comportament

### Hrană
Șoimul negru mare se hrănește în principal cu reptile, alte vertebrate mici (cum ar fi amfibieni, pești, păsări și mamifere mici [inclusiv lilieci]), crabi, insecte mari, hoituri, ouă și fructe, adesea vânate la sol. Această specie este adesea observată înălțându-se deasupra pădurilor. De-a lungul râurilor amazoniene a fost observată făcând raiduri asupra coloniilor de cuiburi de hoazin în căutarea ouălor și puilor.

## Galerie

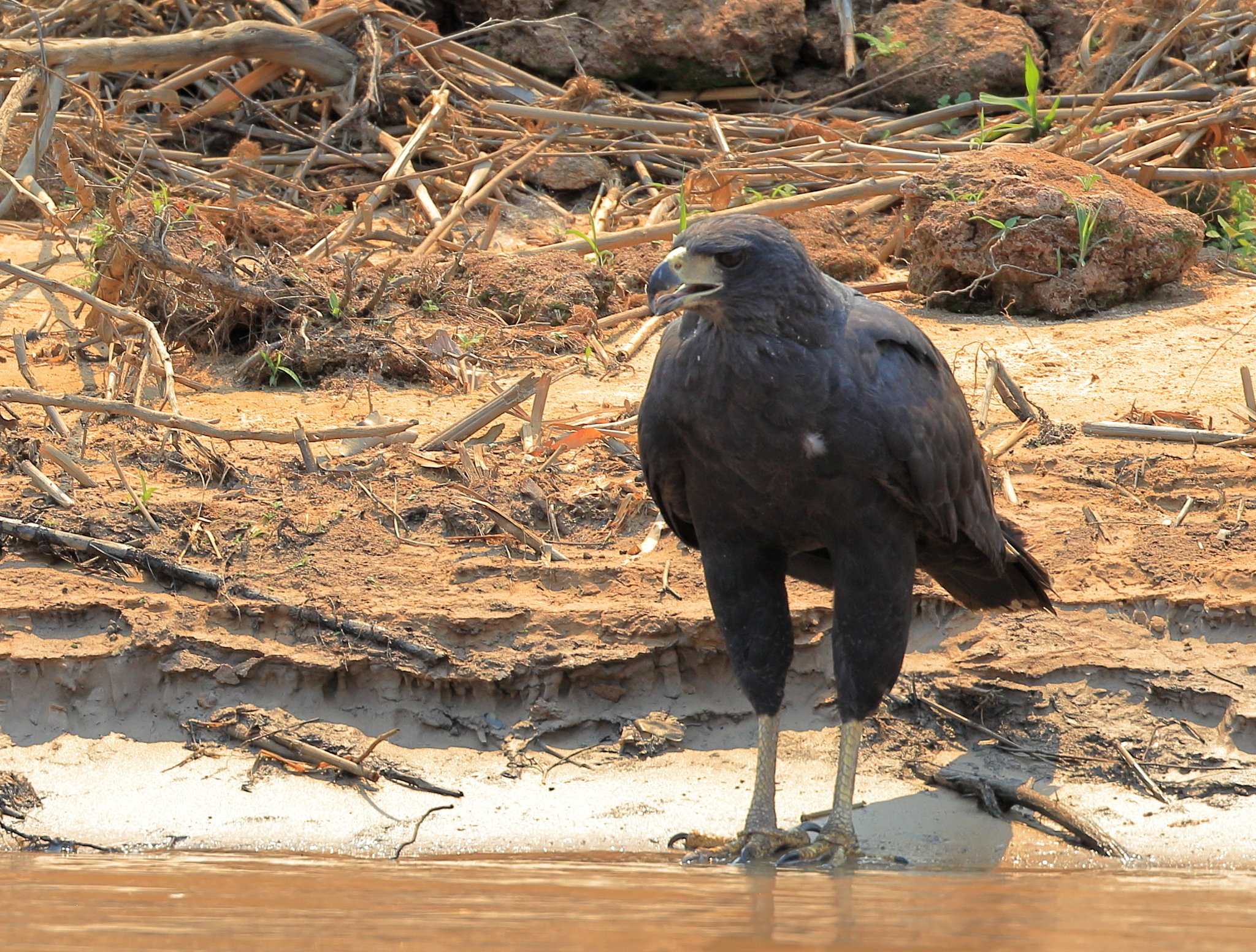
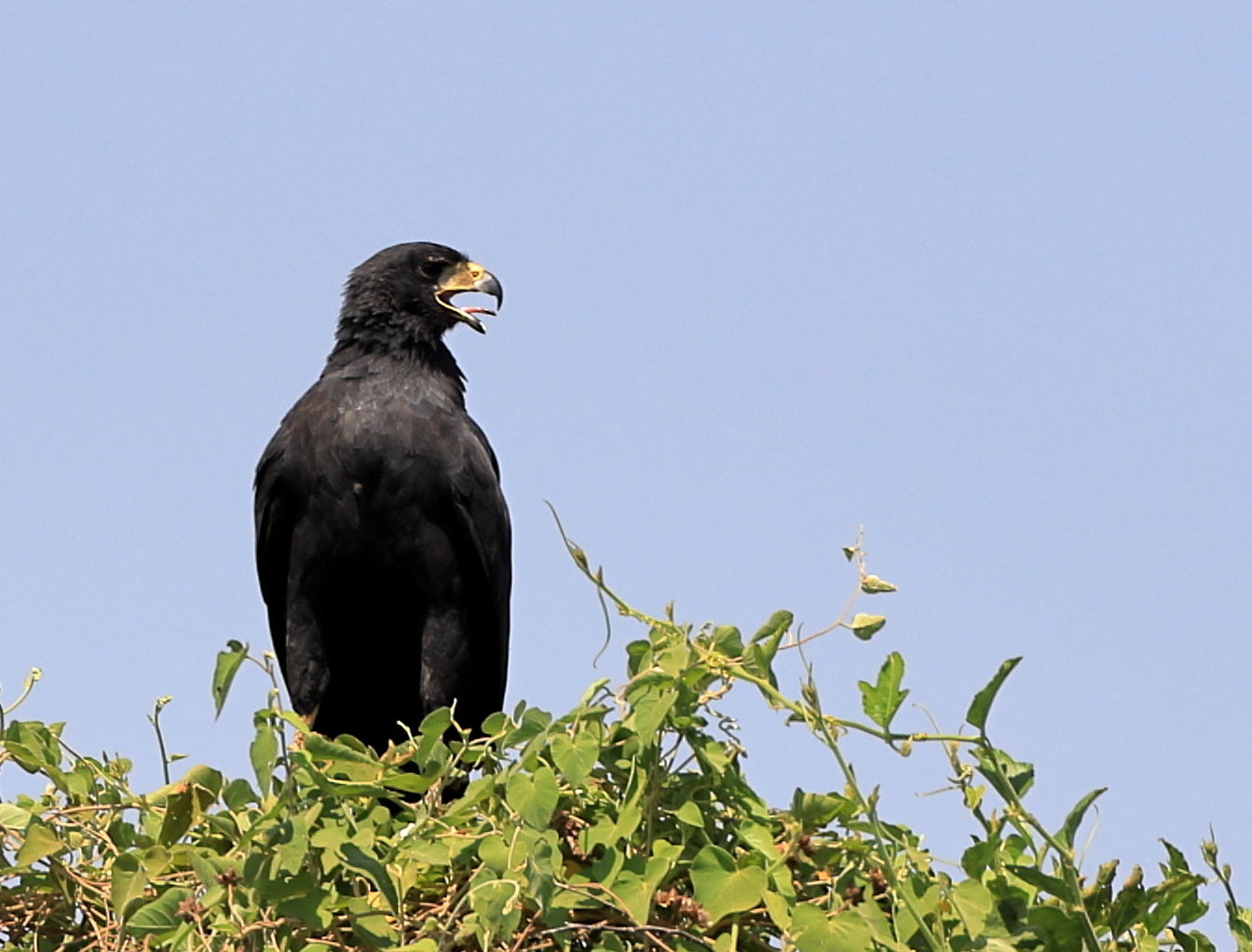
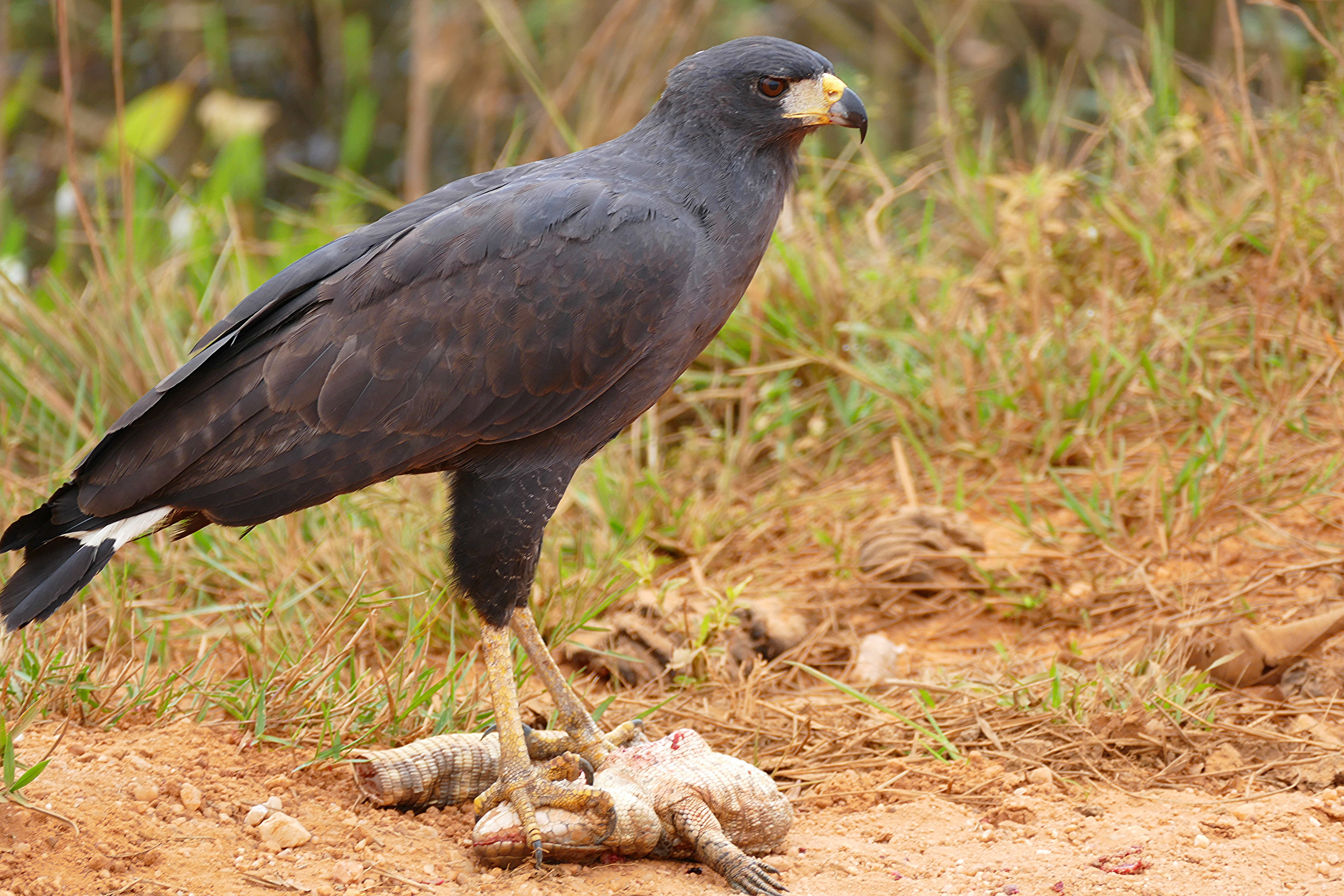
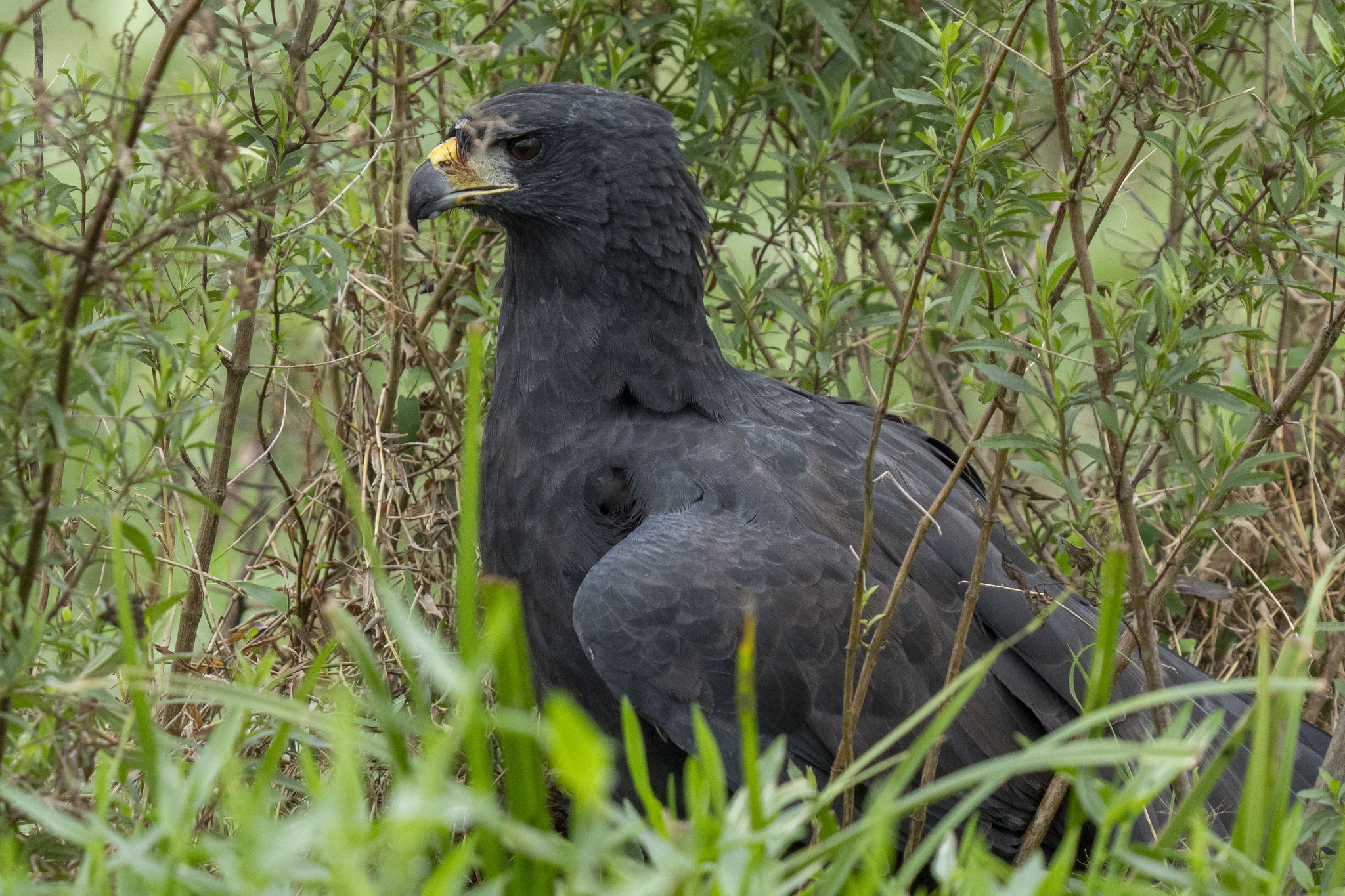